# Arondismentul 7 din Paris
Arondismentul 7 (în franceză 7e arrondissement) este unul dintre cele douăzeci de arondismente din Paris. Este situat în centrul orașului, pe malul stâng al fluviului Sena. Este delimitat la nord de Sena și de arondismentele 16, 8 și 1, la est de arondismentul 6 și la sud de  arondismentul 15.

## Demografie
| An                      | Populație | Densitate (loc. pe km²) |
| ----------------------- | --------- | ----------------------- |
| 1861                    | 72.965    |                         |
| 1866                    | 75.438    |                         |
| 1872                    | 78.553    | 19.206                  |
| 1926 (vârf de populare) | 110.684   | 27.075                  |
| 1954                    | 104.412   | 25.529                  |
| 1962                    | 99.584    | 24.360                  |
| 1968                    | 87.811    | 21.480                  |
| 1975                    | 74.250    | 18.163                  |
| 1982                    | 67.461    | 16.502                  |
| 1990                    | 62.939    | 15.396                  |
| 1999                    | 56.985    | 13.940                  |
| 2006                    | 56.612    | 13.842                  |

## Administrație

### Primăria
| Alegere | Nume                    | Partid | Mențiuni                                                                                          |
| ------- | ----------------------- | ------ | ------------------------------------------------------------------------------------------------- |
| 1983    | Édouard Frédéric-Dupont | CNI    | Ales în 1983 și 1989.                                                                             |
| 1995    | Martine Aurillac        | RPR    | Aleasă în 1995 după moartea predecesorului său, realeasă la scrutinul următor în 1995 și în 2001. |
| 2002    | Michel Dumont           | UMP    | Ales în 2002 după demisia lui Martine Aurillac.                                                   |
| 2008    | Rachida Dati            | UMP    | Aleasă în 2008 și în 2014.                                                                        |

## Locuri

### Instituții publice
- Ambasada Finlandei în Franța;
- Ambasada Suediei în Franța;
- Ambasada Tunisiei în Franța;
- Ambasada Poloniei în Franța;
- Fondation nationale des sciences politiques;
- Ministerul Sănătății;
- Palatul Avaray (proprietate a Ambasadei Țărilor de Jos în Franța);
- Palatul Béhague (Ambasada României în Franța și Institutul Cultural Român);
- Palatul Bourbon (sediul Adunări Naționale a Franței);
- Palatul Brienne (Ministerul Apărării);
- Palatul Châtelet (Ministerul Muncii);
- Palatul Matignon (reședința primului ministru al Franței);
- Palatul Ministerului Afacerilor Externe, numit colocvial „Quai d'Orsay”;
- Palatul Montmorin (Ministerul Teritoriilor de peste mări);
- Palatul Rochechouart (Ministerul Educației Naționale);
- Palatul Roquelaure (Ministerul Transporturilor);
- Palatul Villeroy (Ministerul Agriculturii);
- sediul Partidului Socialist Francez.

### Principalele monumente
- Monumente civile
  - École militaire;
  - Hôtel des Invalides;
  - Turnul Eiffel;

- Monumente religioase

Turnul Eiffel

  - Basilique Sainte-Clotilde de Paris;
  - Chapelle Notre-Dame-de-la-Médaille-miraculeuse;
  - Église Saint-François-Xavier;
  - Église Saint-Thomas-d'Aquin;
  - Église Saint-Pierre-du-Gros-Caillou;

- Muzee
  - Musée de l'Armée (muzeul al armatei);
  - Musée d'Orsay;
  - Musée du quai Branly;
  - Muzeul Rodin;

- Parcuri și grădini
  - Champ-de-Mars;
  - Esplanada de la Invalides.

## Legături externe
- Site-ul oficial